# Kelvin Harrison Jr.
Kelvin Harrison Jr. (New Orleans, 23 luglio 1994) è un attore statunitense.

## Biografia
Nato e cresciuto a New Orleans, vi ha studiato missaggio audio e marketing prima di trasferirsi a Los Angeles per diventare un attore. Ha esordito al cinema nel 2013 con una piccola parte in 12 anni schiavo. Si è fatto notare per la prima volta con l'interpretazione di Travis nell'horror psicologico It Comes at Night (2017). Nel 2019 ha ricevuto critiche positive recitando nei film drammatici Luce e Waves - Le onde della vita, per i quali è stato candidato agli Independent Spirit Awards come miglior attore protagonista e al BAFTA alla miglior stella emergente.

## Filmografia

### Attore

#### Cinema
- 12 anni schiavo (12 Years a Slave), regia di Steve McQueen (2013)
- Ender's Game, regia di Gavin Hood (2013) - non accreditato
- A Sort of Homecoming, regia di Maria Burton (2015)
- Dancer and the Dame, regia di Gabriel Sabloff (2015)
- The Birth of a Nation - Il risveglio di un popolo (The Birth of a Nation), regia di Nate Parker (2016)
- Mudbound, regia di Dee Rees (2017)
- It Comes at Night, regia di Trey Edward Shults (2017)
- Monsters and Men, regia di Reinaldo Marcus Green (2018)
- Assassination Nation, regia di Sam Levinson (2018)
- Jinn, regia di Nijla Mu'min (2018)
- J.T. LeRoy, regia di Justin Kelly (2018)
- Monster, regia di Anthony Mandler (2018)
- L'ora del lupo (The Wolf Hour), regia di Alistair Banks Griffin (2019)
- Luce, regia di Julius Onah (2019)
- Gully, regia di Nabil Elderkin (2019)
- Bolden, regia di Dan Pritzker (2019)
- Waves - Le onde della vita, regia di Trey Edward Shults (2019)
- The Photograph - Gli scatti di mia madre (The Photograph), regia di Stella Meghie (2020)
- L'assistente della star (The High Note), regia di Nisha Ganatra (2020)
- Il processo ai Chicago 7 (The Trial of the Chicago 7), regia di Aaron Sorkin (2020)
- Cyrano, regia di Joe Wright (2021)
- Elvis, regia di Baz Luhrmann (2022)
- Chevalier, regia di Stephen Williams (2022)

#### Televisione
- Into the Badlands – serie TV, episodio 1x05 (2015)
- Underground – serie TV, episodio 1x10 (2016)
- Chicago P.D. – serie TV, episodio 3x21 (2016)
- Radici (Roots) – miniserie TV, episodio 1x04 (2016)
- StartUp – serie TV, 12 episodi (2016-2017)
- NCIS: New Orleans – serie TV, episodio 3x16 (2017)
- Shots Fired – miniserie TV, episodi 1x01-1x08-1x10 (2017)
- Godfather of Harlem – serie TV, 10 episodi (2019)

### Doppiatore
- Mufasa - Il re leone (Mufasa: The Lion King), regia di Barry Jenkins (2024)

## Riconoscimenti
- Premi BAFTA
  - 2020 – Candidatura alla miglior stella emergente
- Independent Spirit Awards
  - 2020 – Candidatura al miglior attore protagonista per Luce
- Gotham Independent Film Awards
  - 2017 – Candidatura all'attore rivelazione per It Comes at Night
- San Diego Film Critics Society Awards
  - 2019 – Candidatura al miglior artista emergente per Luce e Waves - Le onde della vita

## Doppiatori Italiani
Nelle versioni in italiano delle opere in cui ha recitato, Kelvin Harrison Jr. è stato doppiato da:
- Manuel Meli in L’assistente della star, Monster, Godfather of Harlem
- Alessandro Campaiola in Waves - Le onde della vita, Il processo ai Chicago 7, Genius: MLK/X
- Mirko Cannella in Chicago P.D., It Comes at Night
- Alessandro Sitzia in J.T. LeRoy
- Andrea Di Maggio in Luce
- Jacopo Venturiero in Cyrano
- Riccardo Scarafoni in Elvis
- Alberto Boubakar Malanchino in Chevalier

Da doppiatore è sostituito da:
- Alberto Boubakar Malanchino in Mufasa - Il re leone